# Leonard White
Leonard White (nacido el 21 de febrero de 1971 en Century, Florida) es un exjugador de baloncesto estadounidense cuya carrera transcurrió en ligas menores de su país y en equipos de cuatro continentes diferentes. Con 1,96 metros de estatura, jugaba en la posición de ala-pívot.

## Trayectoria deportiva

### Universidad
Jugó dos temporadas en el community college de Faulkner State, de donde pasó a los Jaguars de la Universidad Southern, donde jugó dos temporadas más, en las que promedió 21,5 puntos y 11,2 rebotes por partido. Fue elegido debutante del año e incluido en el mejor quinteto de la Southwestern Athletic Conference en 1992, algo que repitió al año siguiente.

### Profesional
Fue elegido en la quincuagésimo tercera posición del Draft de la NBA de 1993 por Los Angeles Clippers, pero no llegó a jugar en la liga, desarrollando su carrera en ligas menores de su país, y en diferentes equipos de todo el mundo, a lo largo de 16 años de carrera profesional. Fue elegido en el mejor quinteto absoluto y en el mejor quinteto defensivo de la CBA, jugando con los Sioux Falls Skyforce. Esa temporada promedió 20,2 puntos y 10,2 rebotes por partido, acabando como quinto máximo anotador y segundo mejor reboteador de la CBA.